# インスタントメッセージ
インスタントメッセージ（略してIMとも呼ばれる）とは、コンピュータネットワーク（主にインターネット）を通じて利用される、コミュニケーション用アプリケーションであるインスタントメッセンジャーが提供する機能の一つ。もしくは、そのソフトウェア自体を指す場合もある。

## 概要
名前の通り、「相手へ即座に届くメッセージ」の事を指すが、基本的に「専用ソフトウェアを必要とするチャット」だと考えれば、大筋で間違いではない。その為、チャットと同一視される事もあり、同機能として扱われているソフトウェアも多い。近年のクラウドサービスの普及によってWeb上だけで行えるサービスもあり、チャットとの境界はより曖昧になっている。
チャットと違う点は、基本的に第三者が入って来ることができず、余所には覗き見られないという点である。しかし、暗号化などの対策がされていない場合は盗聴・解析などによって他者に盗み見られる可能性も存在している。
DOSコマンドでは「NET SEND」、主にユーザー間で携帯電話メールでやり取りするような短いメッセージを送受信したり、ユーザー向けに一斉にメッセージを送るために使用する。

## 歴史
ユーザへのメッセージの通信という意味では、1960年代半ばのMulticsやタイムシェアリングシステムにおけるメッセージ通知まで遡り、1970年代のPLATOのTalkomaticやTerm-Talk、UNIXコマンドのtalk等を経て、幾多のチャットシステム等と共に進化を歩んできた。
1985年に開発されたBITNETのInterchat Relay Network（en:BITNET Relay）が世界最初のインスタントメッセージングシステムと言われている（このBITNET Relayから着想を得てIRCが生まれた）。
商用サービスとしては、1989年に米国のオンラインサービスであるQ-Link（en:Quantum_Link）にてオンラインメッセージとしてIM機能が提供されている。
インターネット接続が普及し始めた1990年代中頃、ICQなどのインスタントメッセンジャーにより普及・サービスの競争激化を引き起こした。
2002年にはAOLが技術特許を取得している。
2000年代後半からのスマートフォンなどのスマートデバイスの普及、ソーシャル・ネットワーキング・サービスにおけるIM機能（及び類似機能）、クラウドサービスの普及からのIM機能をも内包した（もしくは類似した）チャットサービスの増加などにより、新たに競争が激しく行われている。